# Zamkowa (Góry Kaczawskie)
Zamkowa (niem. Schloss Berg, 321 m n.p.m.) – niewielkie wzniesienie w zachodniej części Grzbietu Małego Gór Kaczawskich, położone nad Pilchowicami i Jeziorem Pilchowickim. Stanowi zakończenie bocznego ramienia odchodzącego od Czyżyka. Opada do Bobru i stanowi najdalej na zachód wysunięty fragment Gór Kaczawskich.
Zamkowa zbudowana jest z gnejsów i granitognejsów należących do metamorfiku izerskiego oraz z trzeciorzędowych bazaltów, które były eksploatowane w kamieniołomach na północ od szczytu. Porośnięta jest przez lasy świerkowe i mieszane. Pod siodłem oddzielającym Zamkową od Czyżyka przebiega tunel, którym przechodzi linia kolejowa z Jeleniej Góry do Lwówka Śląskiego.